# Söderlandet (vid Pensar, Nagu)
Söderlandet är en ö nära Lökholmen i Nagu,  Finland. Den ligger i Skärgårdshavet i Pargas stad i landskapet Egentliga Finland, i den sydvästra delen av landet. Ön ligger omkring 5 kilometer söder om Lökholmen, 20 kilometer sydost om Nagu kyrka, 40 kilometer söder om Åbo och omkring 150 kilometer väster om Helsingfors. Närmaste allmänna förbindelse är förbindelsebryggan vid Gullkrona som trafikeras av M/S Nordep och M/S Cheri.
Öns area är 3,1 hektar och dess största längd är 390 meter i öst-västlig riktning.